# 마다가스카르피그미땃쥐
마다가스카르피그미땃쥐(Suncus madagascariensis)는 땃쥐과의 포유류이다. 마다가스카르에서 발견되는 유일한 땃쥐이다. 일부 분류학자들은 널리 분포하는 사비왜소땃쥐와 같은 종으로 간주하기도 하며, 몸무게가 가장 작은 포유류로 알려져 있다. 해발 1500m까지의 마다가스카르섬과 코모로에서 발견된다.